# Розовая пантера (мультфильм)
«Ро́зовая панте́ра» (англ. The Pink Panther) — серия короткометражных мультипликационных фильмов, выходивших на студии DePatie-Freleng в период с 1964 по 1980 год. Мультсериал возник после выхода одноимённого художественного фильма с Питером Селлерсом в главной роли. Режиссёром ранних серий выступил Фриц Фрилинг, известный мультипликатор многих мультфильмов студии «Warner Bros.» 1930-х—1950-х годов. В каждой ленте с Розовой пантерой звучит музыкальная тема, написанная Генри Манчини. Самая первая мультипликационная картина с Пантерой — «The Pink Phink», вышедшая в прокат в 1964 году, получила премию «Оскар».
На волне такого успеха художниками-мультипликаторами была создана целая серия шестиминутных анимационных фильмов про Пантеру. В 1969 году мультфильм стал частью детской субботней утренней программы телеканала NBC и выходил там вплоть до 1979 года. В прайм-тайм по телевидению также были показаны и более длинные фильмы про Пантеру, такие, как A Pink Christmas (1978), Pink Panther in Olym-Pinks (1980) и Pink at First Sight («Розовая любовь с первого взгляда» или «Порозоветь с первого взгляда», 1981).

## История
В начале 1960-х годов Блейк Эдвардс решил снять детективный фарс о глуповатом инспекторе Клузо. Фильм получил название «Розовая пантера» — в честь огромного бриллианта астрономической ценности, вокруг которого и раскручивается всё действие. По замыслу режиссёра, каждую серию должна была предварять мультипликационная заставка. Для её создания был приглашён Фриц Фрилинг. Эдвардс обратился к нему в 1962 году, предложив совместную работу по созданию образа Розовой пантеры. Всего было сделано около 150 вариантов, а затем Эдвардс попросил сделать целый мультфильм, предваряющий титры фильма, со своим собственным сюжетом. После премьеры мультфильм получил лучшие отклики прессы, чем сам фильм. Пантера снискала популярность среди взрослой аудитории, поэтому и юмор в мультфильмах про неё сложно назвать детским.
Следует отметить, что Пантера — персонаж мужского пола. В каждой серии герой попадает в разные забавные ситуации. Главный противник Пантеры — Человек с большим носом (Big Nose Man, срисованный с Фрица Фрилинга), благодаря стараниям Розового героя то не может построить дом (в мультфильме «Pink Blueprint», 1966), то не может нормально поспать («Rock-a-Bye Pinky», 1966), то у него не получается накормить досыта строителей (в «Pink Blue Plate», 1971) и т.д. Некоторые серии мультсериала в версии для телепоказа и в некоторых изданиях на видеоносителях содержали в себе закадровый смех, отсутствовавший на исходниках. В серии Pinkfinger (1965) присутствует незримый закадровый собеседник главного героя (рассказчик), который даёт главному герою советы по ликвидации преступников или их вычислению (где находится их подпольное логово, что они собираются сделать). Пантера реагирует на его реплики киванием головы и прочими жестами.
Главной особенностью классической серии мультфильмов стало практически полное отсутствие какой-либо речи из уст главных героев повествования, в том числе и самой Пантеры (она появляется уже только в мультсериале 1990-х годов. В том же мультсериале, ввиду его ориентированности на более детскую аудиторию, у пантеры появилось имя — Пинки (англ. Pinky). Также у пантеры появились новые противники — банда из трёх собак: громила Пог, худощавый Луи и Пёсный отец, самый низкорослый из тройки; кроме них, также появляются синий муравьед и шаман с острова. В классическом мультсериале имя Pinky упоминалось в названии одной из серий 1966 года выпуска (Rock-a-Bye Pinky).

## Влияние
В тайваньском сериале «zh:海派甜心» имя главного героя, глуповатого подростка Да Лана, по сюжету произошло напрямую от звукоподражания главной музыкальной теме мультфильма, которая являлась его любимой мелодией, тогда как сама Розовая Пантера была его любимой игрушкой. Также в фильме «Татуированный» с Жаном Габеном и Луи де Фюнесом в главных ролях звучит музыка из Розовой Пантеры в эпизоде, где Монтеньяк и Мизре ловят грабителей в своём замке.